# ماریکا تاکه‌اوچی
ماریکا تاکه‌اوچی (انگلیسی: Marika Takeuchi؛ زادهٔ ۱۴ مارس ۱۹۸۷) آهنگساز، نوازنده پیانو، تهیه‌کننده، ارکستراتور اهل ژاپن است. وی از سال ۲۰۰۷ میلادی تاکنون مشغول فعالیت بوده‌است.